# Désiré Landru
Pour plus de détails, voir Fiche technique et Distribution.
Désiré Landru est un téléfilm français inspiré du tueur en série éponyme, réalisé par Pierre Boutron, et diffusé initialement sur TF1 le 19 septembre 2005.

## Synopsis
Henri Désiré Landru est un personnage ambigu. Marié et père de famille, il est à la fois un grand séducteur et un petit escroc : il séduit les femmes pour les voler. Maniaque, Landru consigne minutieusement ses méfaits dans un petit carnet qui révélera à la police le nom de 283 femmes qu'il aurait abusées. Il sera condamné à mort pour avoir tué 11 d'entre elles. Son procès déchaîna haine et passion, à l'image de sa personnalité double.

## Fiche technique
- Titre : Désiré Landru
- Réalisateur : Pierre Boutron
- Scénaristes : Pierre Boutron, Emmanuel Carrère et Jérôme Beaujour
- Production : Jean Nainchrik
- Production déléguée : Olivier Dujols
- Société de production : Septembre Production, TF1 Films Production
- Chef décorateur : Denis Seiglan
- Musique : Angélique et Jean-Claude Nachon
- Montage : Patrice Monnet
- Pays d'origine :  France
- Durée : 96 minutes

## Distribution
- Patrick Timsit : Désiré Landru
- Julie Delarme : Rolande (rôle représentant Fernande Segret)
- Catherine Arditi : Marie-Catherine
- Danièle Lebrun : Mme Cuchet
- Catherine Jacob : Mme Marchadier
- François Caron : Commissaire Belin
- Damien Jouillerot : Momo
- Babsie Steger : Odile
- Michel Robin : le père de Landru
- Andréa Ferréol : la mère de Rolande
- Jean-Yves Chatelais : Oncle Octave
- Isabelle Petit-Jacques : Mme Marais
- Thierry Nenez : le cocher
- Rose Thiéry : la concierge
- Nicolas Vaude : le juge
- Frédéric Bazin : Moro Giafferi
- Jean Dell : le président
- Jacques Bondoux : le gardien de prison
- Bruno Le Millin : l'avocat général
- Stanislas de la Tousche : le président du jury
- Laura Jurie : Victoire Landru
- Marie Piton : la femme du tribunal